# Ханкер (Пенсилванија)
Ханкер (енгл. Hunker) град је у америчкој савезној држави Пенсилванија.

## Демографија
По попису из 2010. године број становника је 291, што је 38 (-11,6%) становника мање него 2000. године.
| Група             | 2000.       | 2010.       |
| Белци             | 317 (96,4%) | 278 (95,5%) |
| Афроамериканци    | 2 (0,6%)    | 0 (0,0%)    |
| Азијати           | 3 (0,9%)    | 2 (0,7%)    |
| Хиспаноамериканци | 0 (0,0%)    | 3 (1,0%)    |
| Укупно            | 329         | 291         |